# 氷室奈美
氷室 奈美（ひむろ なみ）は、日本の占い師、漫画家。 福岡県生まれ B型本名:同じ。学生時代、親の仕事の都合で鳥取県へ。中学生の頃からタロット占いを始める。高校卒業後、上京し、東京 文京区で10年、その後、千葉 松戸市で14年暮し、現在は関西在住。その間、少女ホラー漫画誌『ハロウィン』(朝日ソノラマ)第2回楳図かずお賞佳作『READER（カード占い師）』で漫画家デビュー（1988年）。占いや精神世界をテーマにした漫画連載を発表。代表作は『タロットウォーズ』 。
ダイヤル占い会社老舗の「メビウス」に勤続10年（1997~2007年）で、数千人を鑑定。占い中に透視するものを絵と文章に描き始める「透視画鑑定」を2007年より開始する。(2019年発売の朝日新聞出版『オーラが教えてくれること』の「はじめに」のページでは、「2006年11月の横浜開催のスピリチュアルイベントから透視画鑑定開始」となっている)日本海外各地へ出張し、スピリチュアルイベントやヒーリングサロンにて、ワークショップや講演、鑑定を行っている。
```
  2018年朝日新聞出版のコンビニ本「HONKOWA ASスペシャル」で「オーラが教えてくれること」の漫画原案を担当、翌2019年1月18日同作品の単行本が発売される。2019年鑑定件数は4万人を超える。
```

## 漫画作品
- 『タロットロード』全1巻(朝日ソノラマ ハロウィン）1989年6-7月
- 『タロットウォーズ』全9巻 (朝日ソノラマハロウィン）1989-1994年 - 上記続編

・ 『時の狭間の保健室』（全3話・単行本未収録）（朝日ソノラマ ハロウィン増刊号）1989年
・ 『砂塵の王国』（全5話・単行本未収録）（朝日ソノラマ ChakiChakiチャキチャキ）1990年1~5号で掲載誌が休刊
- 『保健室の怪人』全2巻 (朝日ソノラマ ハロウィン）1994-1995年
- 『ヘルファイアー・クラブ -業火の会-』全1巻（朝日ソノラマ ハロウィン）1996年

・『氷室奈美のフィリ・フェスティバル・レポート』(全2話・単行本未収録）（朝日ソノラマ ほんとにあった怖い話）1996年、1997年
- 『タロットウォーズ』（『タロットロード』も収録）全5巻 （集英社（ホーム社）漫画文庫）2010年

## 作画
- 「ほんとにあった怖い話・芸能人心霊体験談特集」（朝日ソノラマ）語り・林家いっ平『死霊活劇咄』1997年5月
- 「ほんとにあった怖い話・芸能人心霊体験談特集」（朝日ソノラマ）語り・たま『こわい夜のおはなし』1997年9月
- 読者の恐怖体験談集『ほんとにあった学校怪談』より『コックリ怪現象』（朝日ソノラマ）2000年
- 『来訪者 他（新耳袋より）』より『本堂の灯』（メディアファクトリー）2004年
- 『面影 他（新耳袋より）』より『庭の主』（メディアファクトリー）2005年
- 『実話怪談・新耳袋』より『中学の同級生』（メディアファクトリー）2007年

## 著作
- 『コワゴワ!?ユメロジー♥︎』全1巻（朝日ソノラマ）1995年
- 『氷室奈美のオーラドローイング』漫画誌「ほんとにあった怖い話」（朝日新聞社）対話形式インタビュー記事、そのゲストに漫画家、小説家、声優 他 2007年11月~2011年
- 『氷室奈美のオーラ鑑定』漫画誌「HONKOWA（ほんとにあった怖い話 改題）」（朝日新聞出版）対話形式インタビュー記事、そのゲストに芸能人、タレント、アイドル、声優 他 2011年~不定期連載
- 『オーラが教えてくれること』原案を担当。コンビニ漫画誌「HONKOWA ASスペシャル」と「HONKOWA」(共に朝日新聞出版)で2018年より不定期連載していた漫画の単行本が2019年1月18日に発売。